# Jacek Kuroń
Jacek Jan Kuroń (Leopoli, 3 marzo 1934 – Varsavia, 17 giugno 2004) è stato un attivista e politico polacco.
Fu uno dei capi dell'opposizione democratica ai tempi della PRL, storico, attivista dello Związek Harcerstwa Polskiego (ZHP, l'associazione scout polacca), cofondatore del KOR, per due volte ministro del lavoro e delle politiche sociali e tra il 1989 e il 2001 deputato al Sejm.

## Biografia
È cresciuto in una famiglia di simpatizzanti del PPS, il Partito Socialista Polacco. Nel 1949 militava nello ZMP, l'associazione della gioventù polacca (Związek Młodzieży Polskie).
Nel 1955 fondò il Circolo Walterowcy  (divenuto poi Hufiec Walterowski), di cui fu comandante fino al 1961. Tra il 1957 e il 1964 lavorò al quartier generale dello ZHP. Nel 1953 divenne presidente del consiglio di studi dello ZMP al Politecnico di Varsavia. Nel novembre del 1953 fu cacciato da quell'organizzazione, come anche dal PZPR, per averne criticato i principi.
Dal 1955 partecipò alle riunioni del Klub Krzywego Koła.
Nel 1957 si laurea in storia presso l'Università di Varsavia. Nel 1964 insieme a Karol Modzelewski redige la Lettera aperta al Partito, in cui critica la burocratizzazione e il carattere classista del regime della PRL. Al posto di questo regime propone una democrazia operaia e un referendum, con il quale si sarebbe dovuto decidere sulla parte di reddito nazionale da spendere e quella da destinare agli investimenti. Gli operai avrebbero dovuto prendere in modo collettivo tutte le decisioni riguardanti il piano economico. In seguito a queste proposte, nel 1965 fu condannato a 3 anni di pena detentiva; venne liberato nel 1967. Nel marzo del 1968 fu arrestato e condannato a 3,5 anni di carcere per organizzazione di scioperi studenteschi. Nel 1975 partecipò alla preparazione di un'azione che avrebbe dovuto bloccare i cambiamenti nella Costituzione della PRL. Fu uno dei firmatari della Lettera dei 59. Nel settembre del 1976, insieme ad altre tredici persone, firmò l'atto di costituzione del KOR, e poi nel 1977 quello del Comitato di autodifesa sociale del KOR, il KSS KOR. Collaborò con il Comitato di intervento del KSS KOR. Dal 1977 entrò a far parte della redazione della rivista indipendente Krytyka; dal 1978 tenne alcune lezioni per l'Associazione dei Corsi Didattici (Towarzystwo Kursów Naukowych) dell'Università volante (Uniwersytet Latający).
A causa delle repressioni non poté trovare lavoro nelle istituzioni statali, venne perciò assunto in modo fittizio come segretario personale dello scrittore Igor Newerly. Negli anni Settanta pubblicò sotto pseudonimo alcuni racconti criminali. Durante l'attività di opposizione utilizzò gli pseudonimi di Maciej Gajka, Elżbieta Grażyna Borucka e EGB.
Tra il luglio e l'agosto del 1980 diede vita ad una rete informativa sul movimento degli scioperi. Nel settembre del 1980 fu consigliere del Międzyzakładowy Komitet Założycielski (il Comitato di fondazione interaziendale) NSZZ Solidarność. Dopo la proclamazione dello stato di guerra il 13 dicembre 1981 venne internato, mentre nel 1982 fu arrestato con l'accusa di tentato rovesciamento del regime; lo liberarono nel 1984 in seguito all'amnistia. Nel settembre del 1982, mentre si trovava in carcere, morì la sua prima moglie, Grażyna.
Nel 1989 prese parte alle trattative della “Tavola rotonda”. Tra il 1989 e il 1990, e tra il 1992 e il 1993, fu ministro del lavoro e delle politiche sociali nei governi di Tadeusz Mazowiecki e di Hanna Suchocka. Dal 1989 al 2001 fu deputato del Sejm per quattro legislature: nelle file del Komitet Obywatelski Solidarność prima, e a seguire in Unia Demokratyczna e in Unia Wolności. Nelle elezioni presidenziali del 1995 si candidò come Presidente della Repubblica Polacca; ottenne il terzo posto, con il 9,2% dei voti.
Nel 2000, insieme alla seconda moglie Danuta, fondò nella cittadina di Teremiski un'università intitolata a Jan Józef Lipski (Uniwersytet Powszechny im. Jan Józef Lipski) di cui divenne anche il primo rettore.
I funerali di Jacek Kuroń si sono svolti il 26 giugno 2004 al Cimitero Militare di Powązki a Varsavia. La sua tomba si trova in Aleja Zasłużonych (Viale dei Benemeriti). Gli hanno reso omaggio il presidente della Repubblica di Polonia, gli amici e i rappresentanti di diverse religioni, sebbene lui fosse ateo. Presso la sua vecchia abitazione di via Mickiewicz, nel quartiere varsaviano di Żoliborz, è stata apposta una targa in sua memoria.

## Onorificenze
- Legion d’onore
- Croce al Merito della Repubblica Federale Tedesca
- Ordine del Granduca di Lituania Gediminas (in lituano Lietuvos didžiojo kunigaikščio Gedimino ordino medalis)
- Ordine Ucraino di Yaroslav il Saggio
- Il 4 aprile del 2001, per scelta dei bambini dell'Associazione Amici dei Bambini Cardiopatici della cittadina di Świdnica, è stato nominato cavaliere dell'Ordine del sorriso (in polacco Order Uśmiechu).

## Opere
Opere tradotte in italiano:
- Il marxismo polacco all'opposizione, 1969, ed. Samonà e Savelli, Roma
- La mia Polonia: il comunismo, la colpa, la fede, 1990, ed. Ponte alle Grazie, Firenze

Opere in lingua polacca:
- Polityka i odpowiedzialność, 1984, ed. Aneks, London – raccolta di articoli e di saggi di Kuroń, nonché di interviste da lui rilasciate
- Wiara i wina. Do i od komunizmu, 1989, ed. Niezależna Oficyna Wydawnicza, Warszawa
- Gwiezdny czas, 1991
- Spoko! czyli kwadratura koła, 1992, ed. Polska Oficyna Wydawnicza "BGW", Warszawa
- PRL dla początkujących, 1995, ed. Wydawnictwo Dolnośląskie, Wrocław - scritto con il giornalista e scrittore Jacek Żakowski
- Siedmiolatka, czyli kto ukradł Polskę?, 1997, ed. Wydawnictwo Dolnośląskie, Wrocław -  scritto con Jacek Żakowski
- Działanie. Jeśli nie panujemy nad swoim życiem, ono panuje nad nami , 2002, ed. Wydawnictwo Dolnośląskie, Wrocław
- Rzeczpospolita dla moich wnuków, 2004, ed. Wydawnictwo Rosner i Wspólnicy, Warszawa